# مرحلة (وشحة)

تعديل مصدري - تعديل

مرحلة هي إحدى قرى عزلة بني هني بمديرية وشحة التابعة لمحافظة حجة، بلغ تعداد سكانها 470 نسمة حسب تعداد اليمن لعام 2004.